# Josef Jadassohn
Josef Jadassohn (ur. 10 września 1863 w Legnicy, zm. 24 marca 1936 w Zurychu) – niemiecki lekarz dermatolog, profesor Uniwersytetu w Bernie i Uniwersytetu we Wrocławiu.

## Życiorys
Syn kupca Meyera Jadassohna i Elise z domu Kohn. Ukończył gimnazjum w Legnicy, następnie studiował medycynę na Uniwersytecie w Getyndze, Uniwersytecie we Wrocławiu, w Heidelbergu i Berlinie, tytuł doktora medycyny otrzymał w 1887 roku we Wrocławiu. Do 1892 roku asystent Alberta Neissera w Szpitalu Wszystkich Świętych (Allerheiligen-Hospital) we Wrocławiu, następnie od 1896 do 1917 dyrektor uniwersyteckiej kliniki chorób skóry w Bernie i ostatecznie profesor dermatologii na Uniwersytecie Wrocławskim (od 1917 do 1932).

## Dorobek naukowy
Był pionierem na polu alergologii. Jako jeden z pierwszych używał technik immunologicznych w badaniu chorób dermatologicznych, przyczynił się też znacznie do badań nad immunopatologią gruźlicy i grzybic. Od jego nazwiska do dziś określa się znamię łojowe jako znamię Jadassohna. Jadassohn wprowadził też testy płatkowe w diagnostyce kontaktowego zapalenia skóry i w 1901 roku opisał rzadkie schorzenie wieku dziecięcego – granulosis rubra nasi.
W 1927 roku rozpoczął wydawanie swojego 24-tomowego dzieła poświęconego wszystkim znanym wówczas chorobom skóry i jej przydatków – Handbuch für Haut- und Geschlechtskrankheiten.

## Wybrane prace
- Bemerkungen zur Histologie der systematisirten Naevi und über Talgdrüsen-Naevi[1], 1895
- Krankheiten des Penis nebst Harnröhre
- Ueber eine eigenartige Erkrankung der Nasenhaut bei Kindern (Granulosis rubra nasi). Archiv für Dermatologie und Syphilis, 1901, 58: 145-158.
- Die venerischen Krankheiten. W: Wilhelm Ebstein, Gustav Schwalbe (red.) Handbuch der praktischen Medizin, in Verbindung mit Zahlreichen Gelehrten. 2.wydanie 1905
- Lupus erythematodes.
- Die Tuberkulose der Haut. W: Franz Mracek(inne języki): Handbuch der Hautkrankheiten. Volume 3, volume 4,1; Wiedeń, 1904-1907.
- Hautkrankheiten. W: Julius Schwalbe(inne języki) (red.): Lehrbuch der Greisenkrankheiten, Stuttgart, 1909.
- Allgemeine Ätiologie, Pathologie, Diagnose und Therapie der Gonorrhoe. W: Handbuch der Geschlechtskrankheiten, Bd. 1. Wien, 1910.
- Über Pyodermien, die Infektionen der Haut mit den banalen Eitererregern: Erweiterte Ausarbeitung nach einem am Schweizer. Ärztetag in Bern gehaltenen Vortrag. Verlag Halle a.S.: C. Marhold, 1912.
- Lepra. W: Wilhelm Kolle(inne języki), August Paul von Wassermann (Hrsg.): Handbuch der pathogenen Microorganismen Jena, 1913
- Handbuch der Haut- und geschlechtskrankheiten. Ergänzungswerk. Herausgegeben von A. Marchionini gemeinsam mit Zahlreichen Fachgelehrten. Bd. 1-10, Berlin, Springer-Verlag, 1959-1970.
- J. Jadassohn, F. Lewandowsky. Pachyonychia congenita. Jacobs Ikonographia Dermatologica, 1906